# Jardim Botânico de Singapura
O Jardim Botânico de Singapura é um jardim botânico no centro da cidade-estado de Singapura. Inaugurado em 1859, após uma primeira tentativa falhada na década de 1820, o Jardim Botânico de Singapura ocupa uma gigantesca área de 74 hectares e é um importante centro de investigação e conservação de plantas. Mantendo muitas das suas estruturas originais, permite seguir a evolução dos jardins botânicos tropicais criados pelos colonizadores britânicos. A sua principal atração é o Jardim Nacional das Orquídeas, a única área de acesso pago, que conserva mais de mil espécies e cerca de dois mil híbridos de orquídeas. É um importante centro para a ciência e investigação botânica, conservação de plantas, e educação ambiental.
A UNESCO inscreveu o Jardim Botânico de Singapura na lista de Património Mundial em 2015.

## Galeria

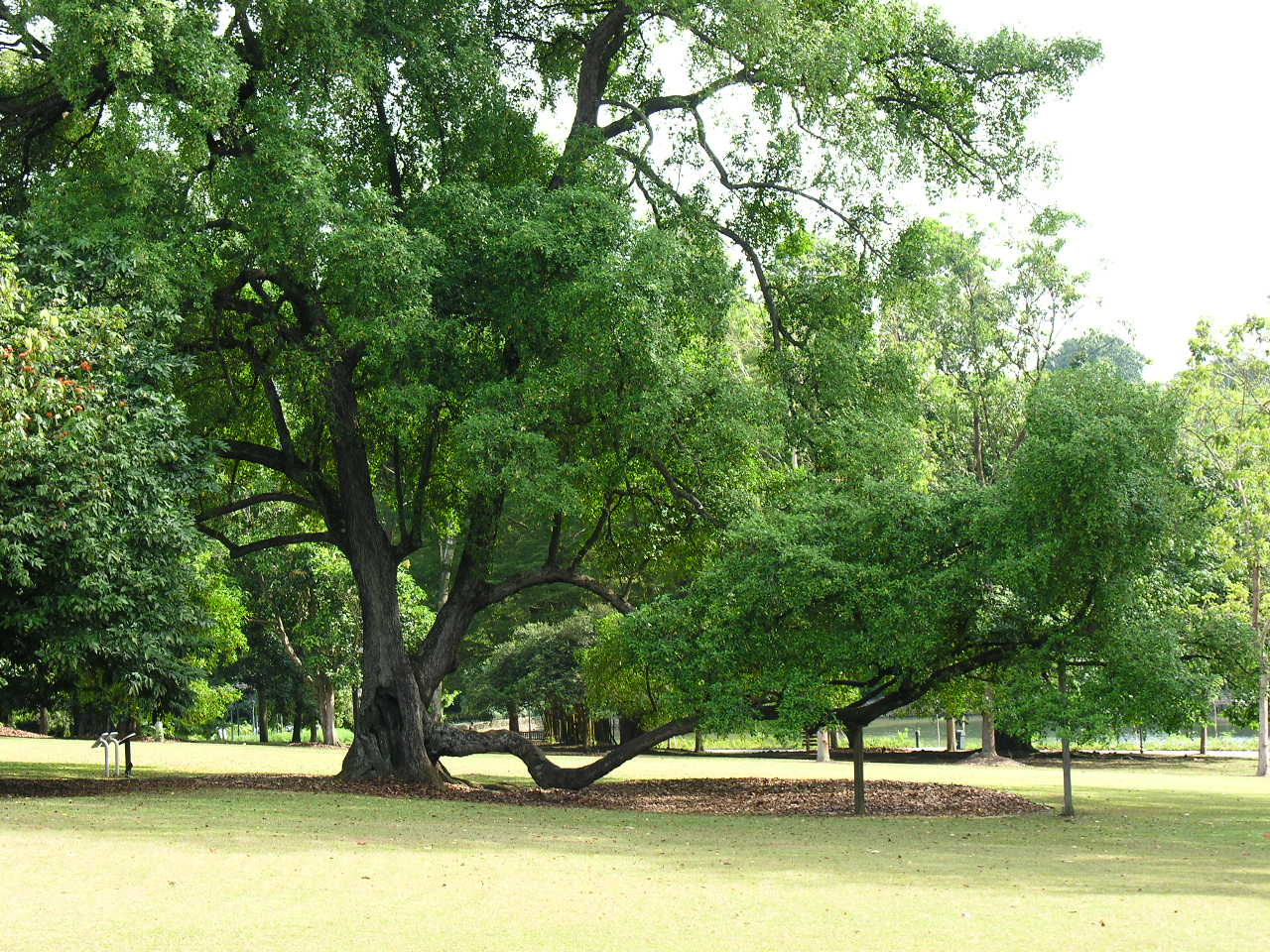
Árvore Tembusu (Faraea fragrans) que consta no reverso da nota de 5 dólares de Singapura
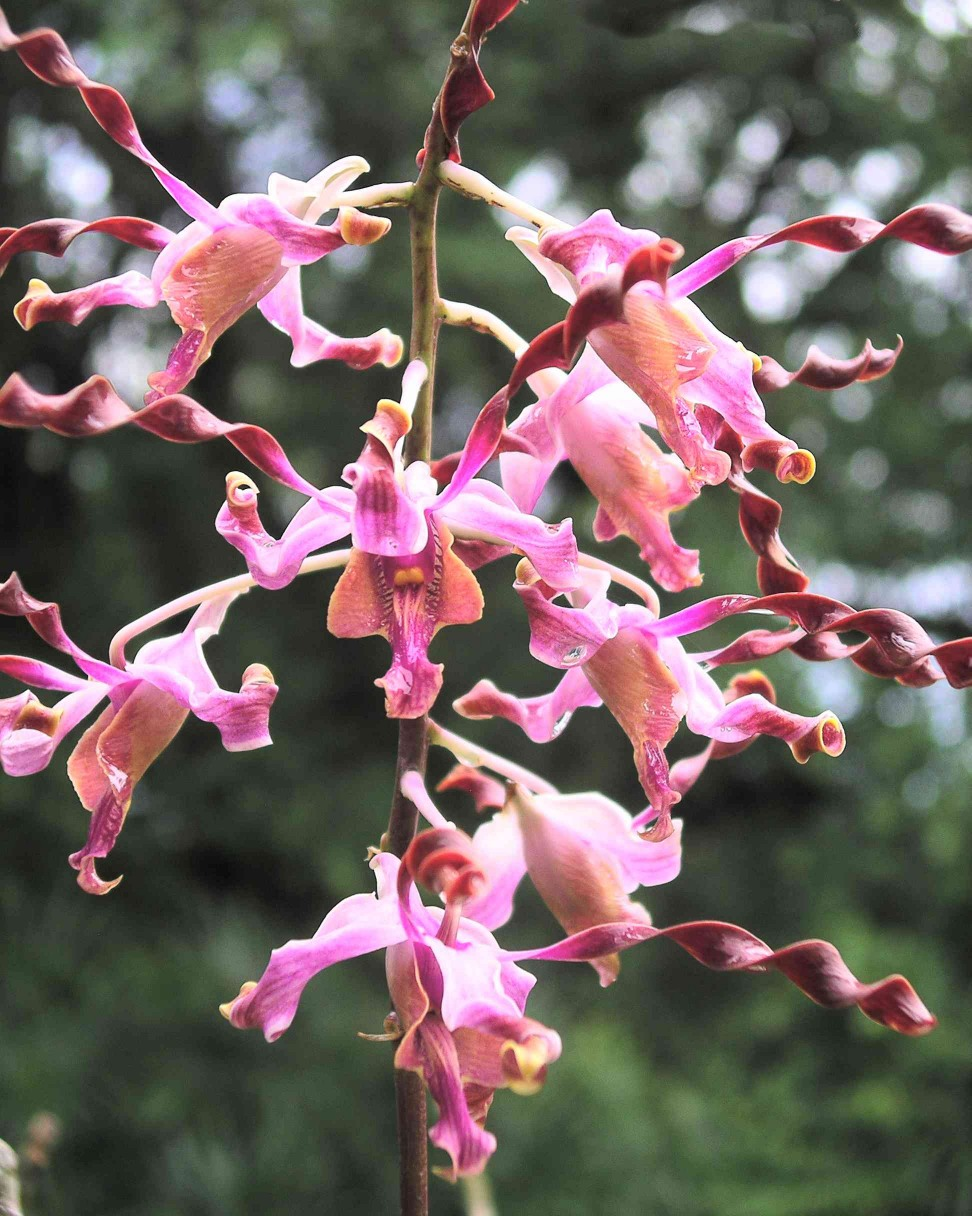
Dendrobium Margaret Thatcher
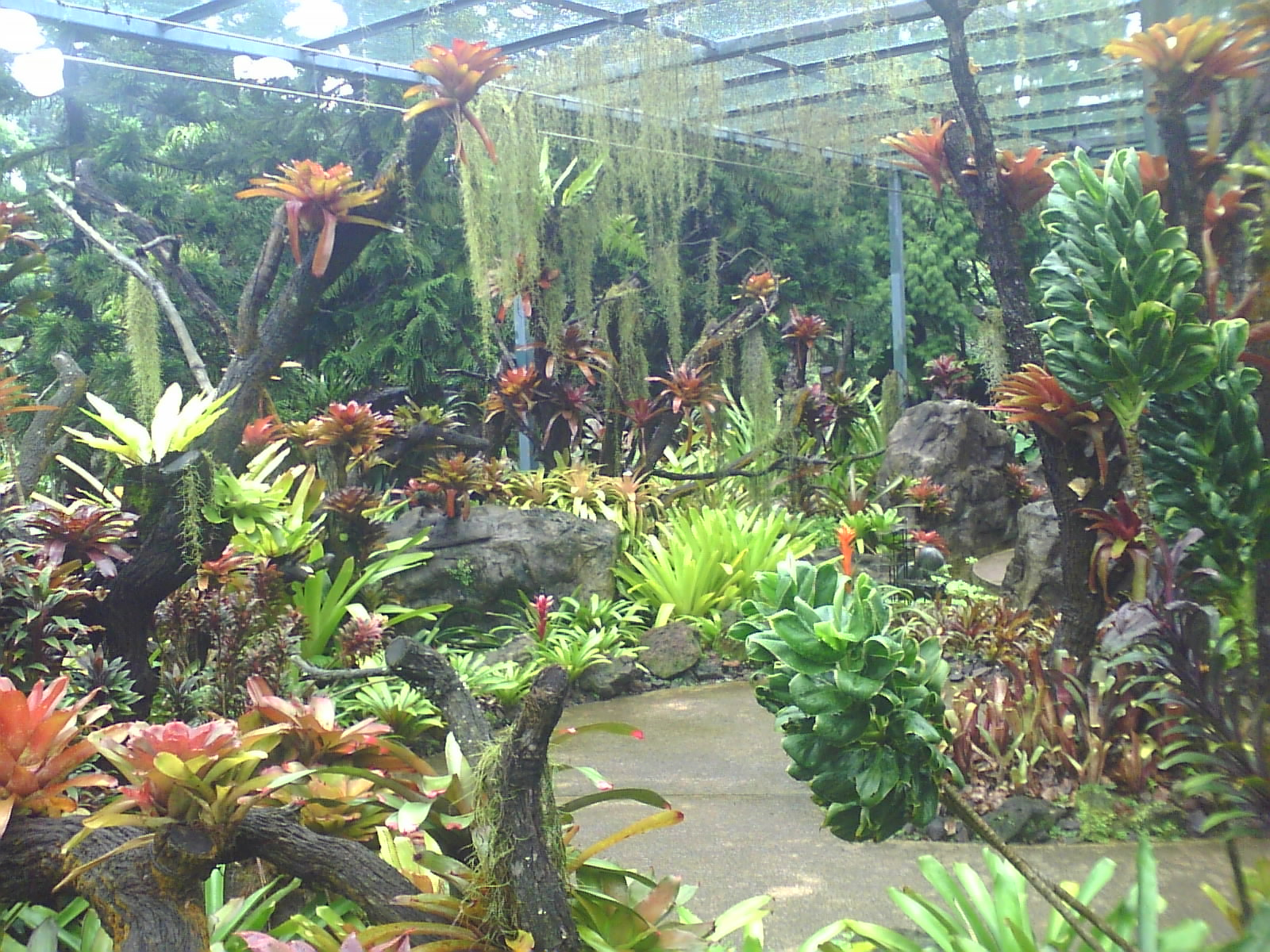
Coleção de bromeliáceas Yuen-Peng McNeice
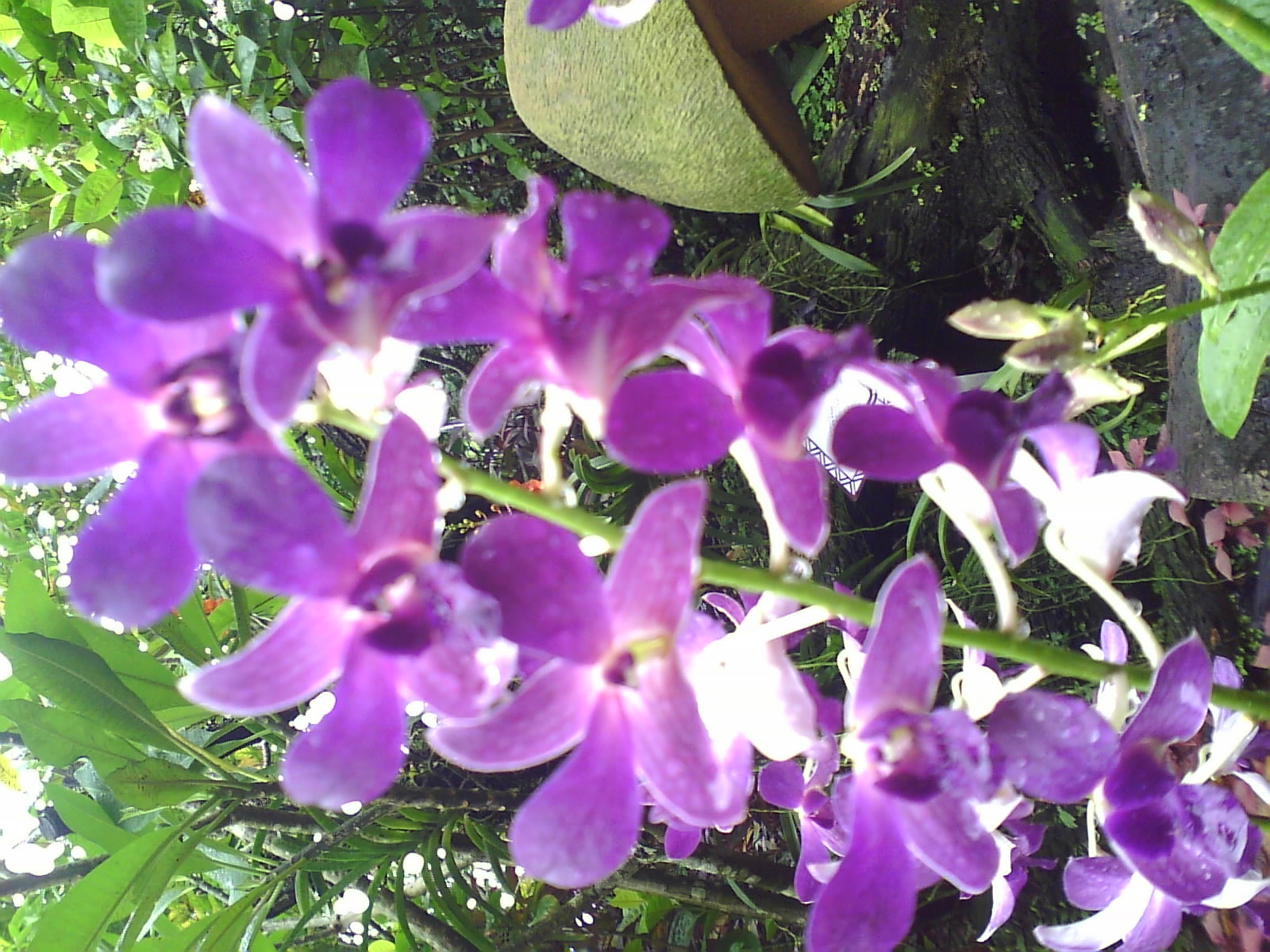
Dendrobium Bae Yong-joon, cultivar de orquídea designado em homenagem ao ator sul-coreano
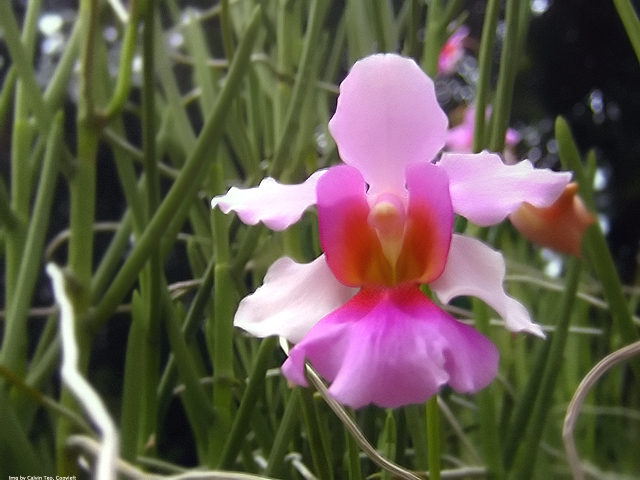
Vanda Miss Joaquim, a flor nacional de Singapura
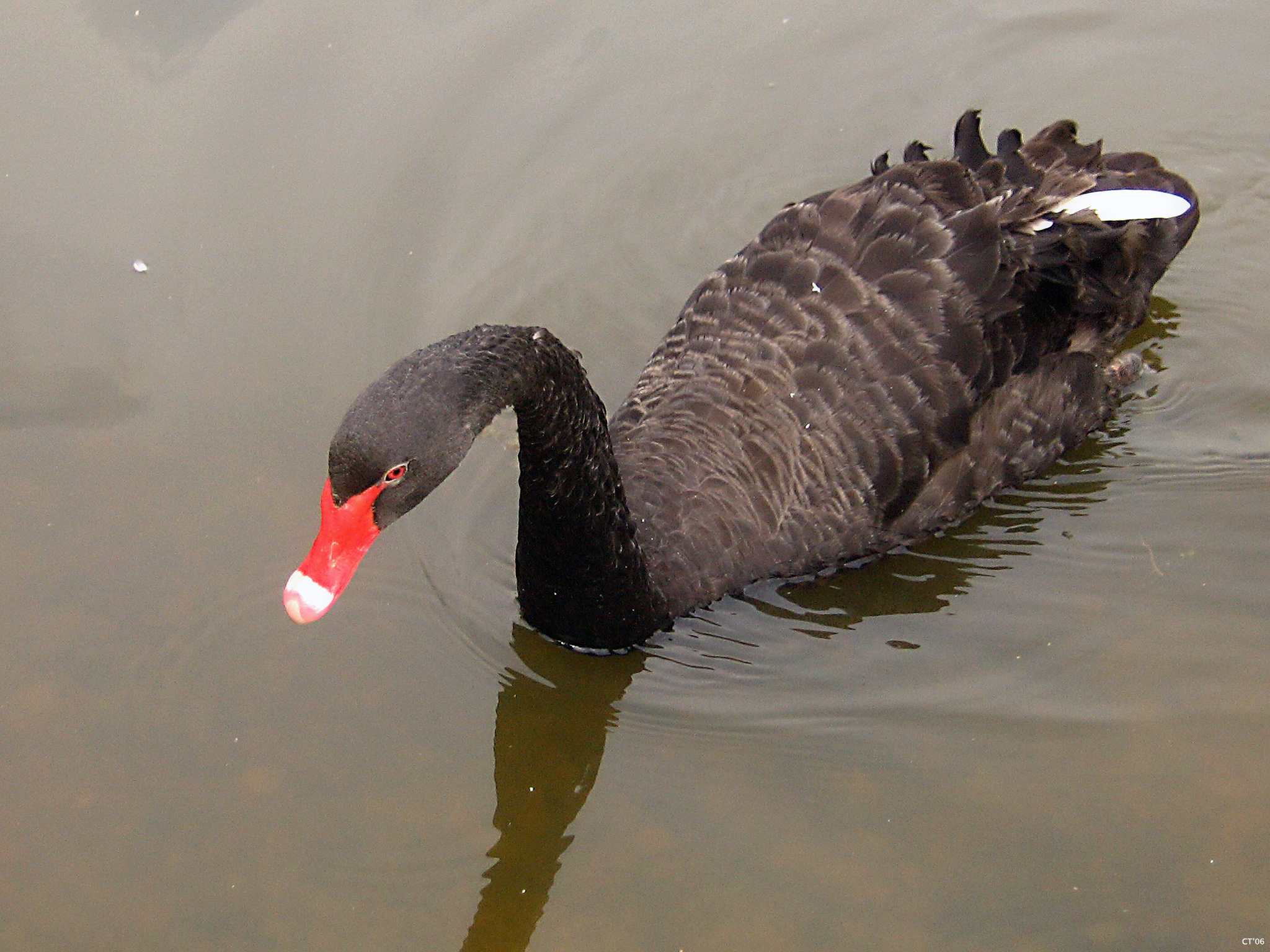
Cygnus atratus no eco-lago
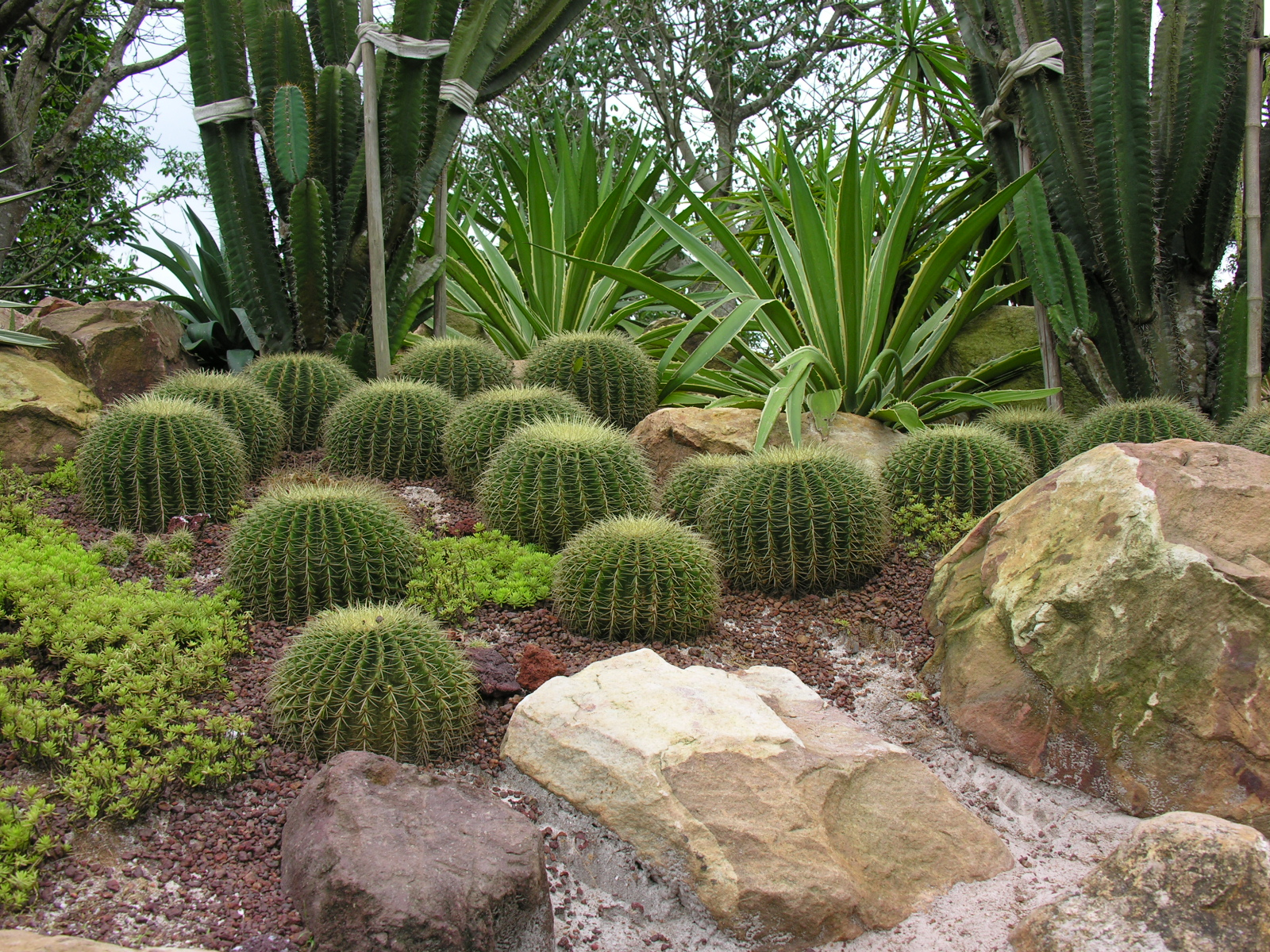
Sun Garden (antes Sun Rockery)
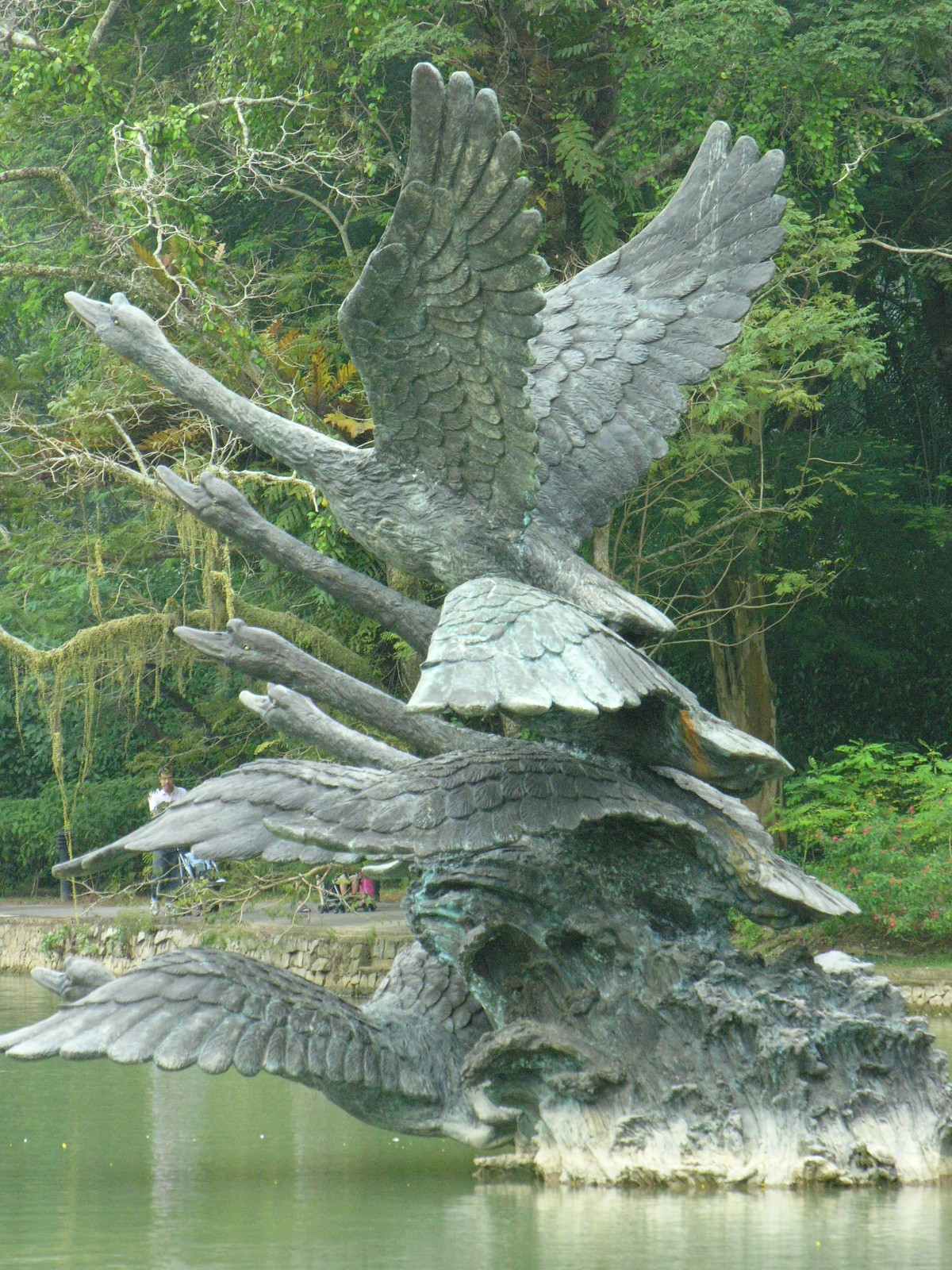
Flight of Swans - escultura no lago dos Cisnes
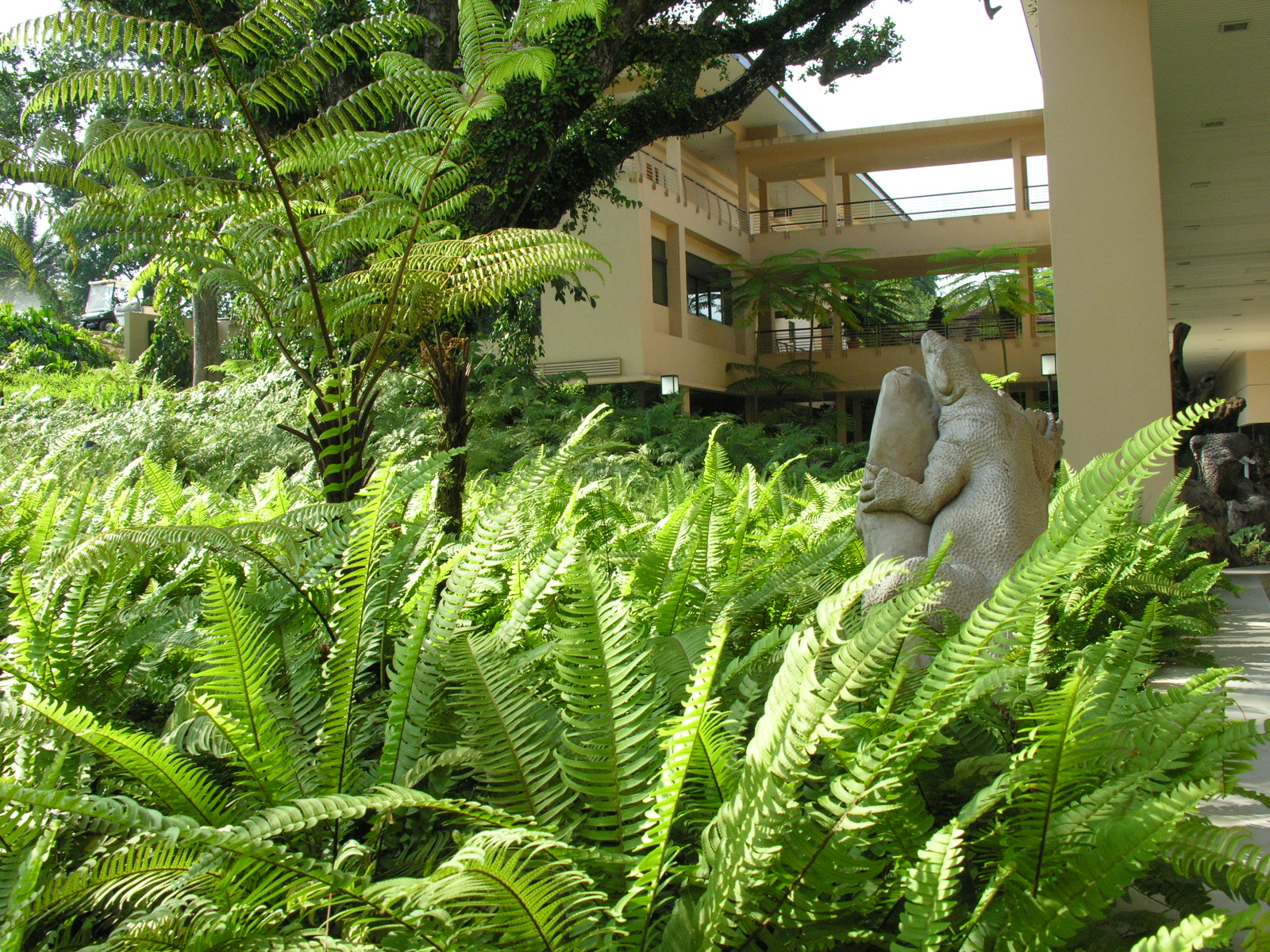
Botany Centre Blocks, com vista para uma Calophyllum inophyllum
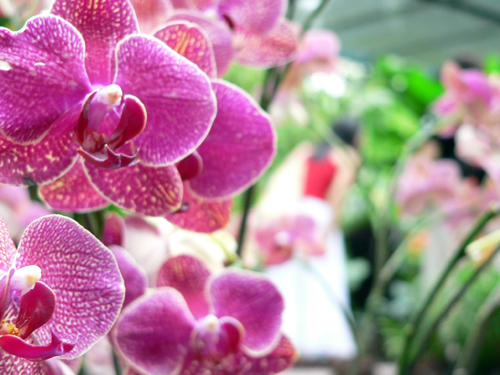
Orquídeas
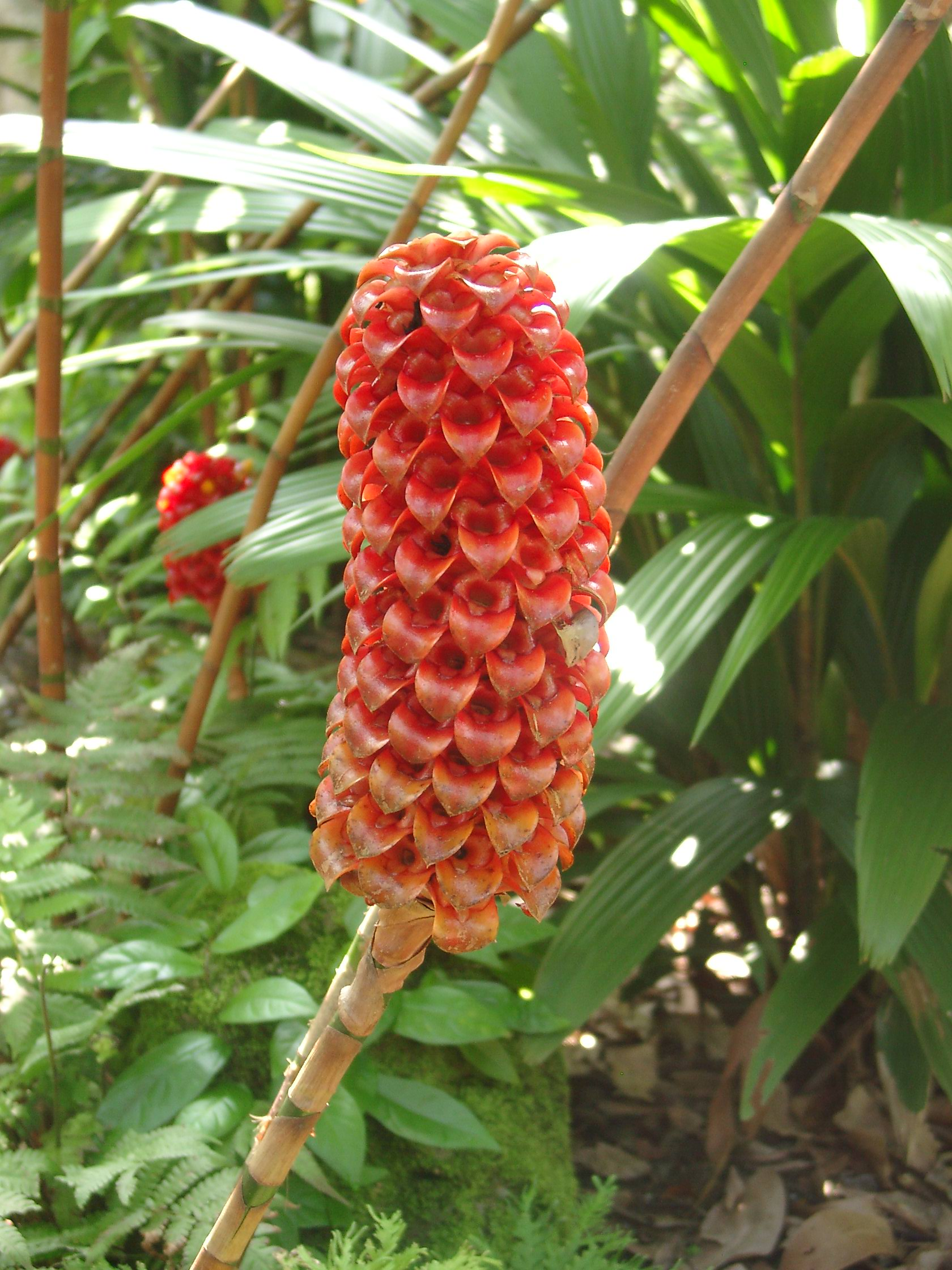
Gengibre
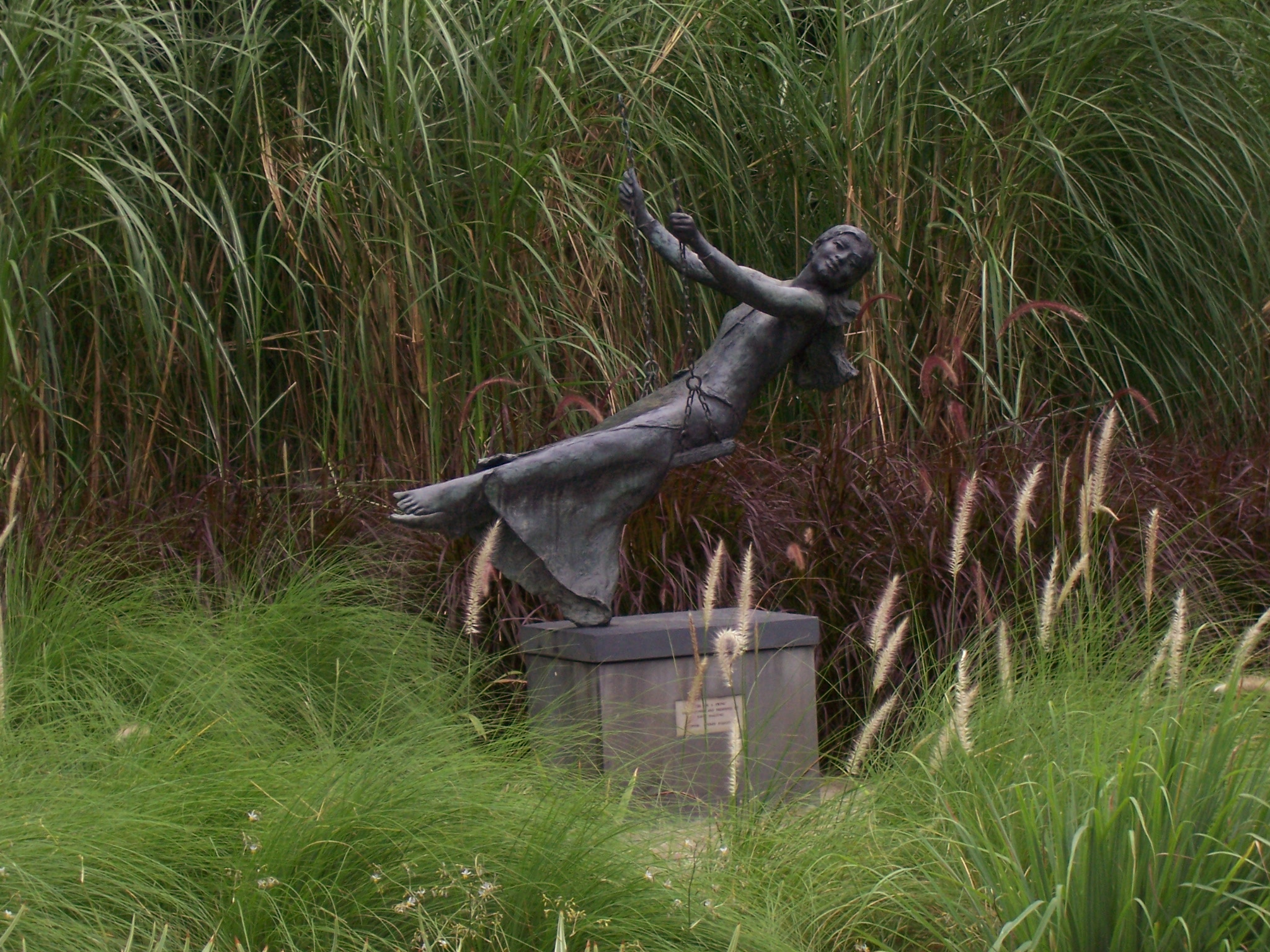
Girl on a Swing (1984), estátua de bronze de Sydney Harpley